# Palma Violets
Palma Violets était un groupe de rock indépendant britannique, originaire du district londonien de Lambeth, en Angleterre. Le groupe s'est formé en 2011, sous l'impulsion de ses membres fondateurs Samuel Fryer et Chilli Jesson. Il se sépare officiellement en 2018.

## Biographie

### Premiers albums
La musique du groupe se base principalement sur du rock indépendant, agrémenté de garage rock et d'influences psychédéliques. Le premier single de Palma Violets, Best of Friends, est élu chanson de l'année 2012 par le NME. Leur premier album 180 sort le 25 février 2013. À l'instar des Libertines, c'est en ligne que le groupe se constitue un réseau de fans, avant même la sortie de leur premier single, notamment via la publication de vidéos de concerts. Palma Violets est à l'affiche du NME Awards Tour 2013, aux côtés de Miles Kane, Django Django et Peace (en). Depuis lors, le magazine fait allègrement leur promotion et les mentionne régulièrement dans ses pages. Le 9 décembre 2012, la BBC annonce que le groupe est nommé pour son sondage Sound of....
Le 4 mai 2015, Palma Violets sort son second album Danger in the Club avec le label indépendant Rough Trade.

### Séparation
Après la sortie de Danger in the Club, le silence du groupe sur les réseaux sociaux conduit leurs fans et la presse spécialisée à spéculer, dès 2016, sur une éventuelle séparation du groupe. La séparation du groupe n'est confirmée que deux ans plus tard dans une interview de Matt Wilkinson avec le guitariste du groupe, Sam Fryer, le 11 juillet 2018. Tous les membres de Palma Violets à l'exception d'Alexander "Chilli" Jesson, bassiste du groupe, font actuellement partie d'un nouveau groupe appelé "Gently Tender" avec Celia Archer du groupe The Big Moon.

A propos de la séparation du groupe Sam Fryer commente:
« Nous ne sommes pas brouillés ou quelque chose comme ça. Nous avons juste changé en tant que personnes. Nous avions 18 ans quand nous avons commencé le groupe et à l'époque c'était assez facile de se mettre sur la même longueur d'onde, d'écrire le même genre de musique tout le temps. Alors qu'à 24 ans, après cinq ans de tournée, je pense que vous devenez des personnes différentes et nous avons naturellement évolué. »
Alexander Jesson pour sa part fonde un groupe appelé « Crewel Intentions ».

## Membres
- Samuel Thomas Fryer (chant et guitare)
- Alexander "Chilli" Jesson (chant et basse)
- Jeffrey Peter Mayhew (clavier)
- William Martin Doyle (batterie)
- Paul Band

## Discographie

### Albums studio
| Album              | Détails                                          | Meilleure position | Meilleure position | Certification |
| Album              | Détails                                          | UK                 | SWE                | Certification |
| ------------------ | ------------------------------------------------ | ------------------ | ------------------ | ------------- |
| 180                | - Sortie : 25 février 2013 - Label : Rough Trade | 11                 | 52                 |               |
| Danger in the Club | - Sortie : 4 mai 2015 - Label : Rough Trade      | 25                 | -                  |               |

### EP
| Titre                    | Détails                                       |
| ------------------------ | --------------------------------------------- |
| Invasion of the Tribbles | - Sortie : 20 août 2013 - Label : Rough Trade |

### Singles
| Titre                                   | Année | Album |
| --------------------------------------- | ----- | ----- |
| Best of Friends/Last of the Summer Wine | 2012  | 180   |
| Step Up for the Cool Cats               | 2013  | 180   |
| We Found Love                           | 2013  | 180   |